# Museo Nacional de Kabul
El Museo Nacional de Kabul (en persa: موزه ملی کابل), también conocido como Museo de Kabul, es un edificio de dos pisos situado a 9 km al suroeste del centro de la ciudad de Kabul, en Afganistán.

## Historia
El museo fue construido en el año 1922 bajo el mandato del monarca Amanulá Khan (1892-1960). En 1973, se contrató a un arquitecto danés para diseñar un nuevo edificio para el museo, pero los planes nunca fueron realizados debido a la inestabilidad política.
En 1989, el presidente Mohammad Najibulá, ante el temor de la victoria fundamentalista en la Guerra Civil, ordenó sacar del Museo de Kabul 22.000 tesoros arqueológicos afganos y esconderlos en cofres del Banco Central de Afganistán en las bóvedas subterráneas del palacio presidencial, donde quedaron guardadas bajo siete llaves, cada una de ellas entregada a una persona diferente, sin que esas personas supieran quiénes eran las demás, teniéndose que reunir todas con todas las llaves para poder abrir los cofres. De esta forma, los tesoros se salvaron y no corrieron en los años posteriores la suerte de los Budas de Bāmiyān y otras piezas únicas como los miles que fueron vendidas al extranjero por los muyahidines o las 2.500 que aún guardaba el Museo de Kabul y que fueron destruidas a martillazos por los talibanes. Los talibanes capturaron a algunas de las personas con las llaves e intentaron quitárselas a la fuerza, pero no lo lograron. Tras la caída del régimen talibán, se pudo dar con las siete llaves y reabrir la bóveda.
Cuando los muyahidín tomaron Kabul, el Museo fue saqueado y destruido y muchas piezas fueron vendidas al extranjero, como un lote de 40.000 monedas antiguas. En 1994, debido a la falta de seguridad, el ministro de Información y Cultura en el gobierno del presidente Rabbani ordenó que los 71 empleados del museo empezasen a trasladar el inventario al Hotel Kabul con la orden de rescatarlos de nuevos ataques y bombardeos.
El 12 de marzo de 1994, el museo, en el cual había sido usado como base militar, fue atacado con lanzacohetes y destruido en gran parte. En agosto y septiembre de 1996 el museo fue saqueado durante el gobierno talibán. Los materiales restantes fueron en aquel momento trasladados temporalmente al Hotel Kabul. En el 2003, la comunidad internacional invirtió US$350.000 para restaurar el edificio. Fue reinaugurado el 29 de septiembre del 2004. Muchos de los objetos más valiosos han sido recuperados en 2004 y sellados en cajas metálicas y trasladadas por seguridad.

## Colecciones

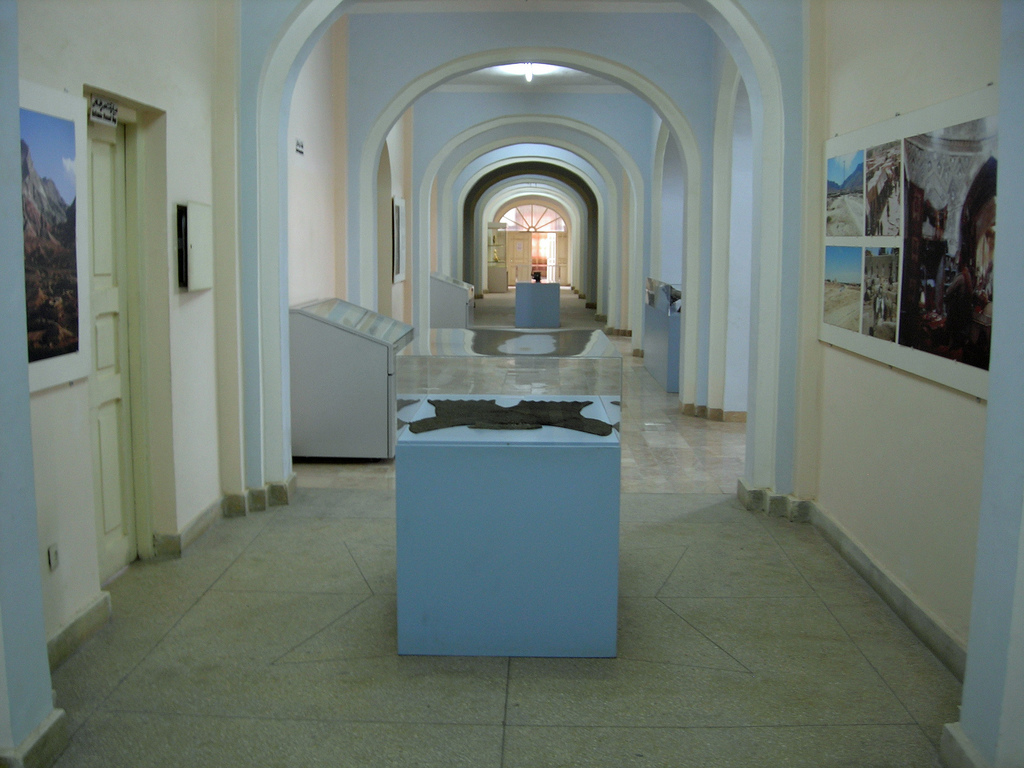
Vista interior del museo.

En sus inicios, la colección que albergaba llegó a ser una de los más importantes en Asia Central. También se almacenan un gran número de tesoros de marfil, como las antigüedades de Kushān, del antiguo Budismo y del antiguo Islam. Una de las piezas más famosas del museo y que pudo sobrevivir al turbulento período de la década de 1990, es la Inscripción de Rabatak.

### Arqueología

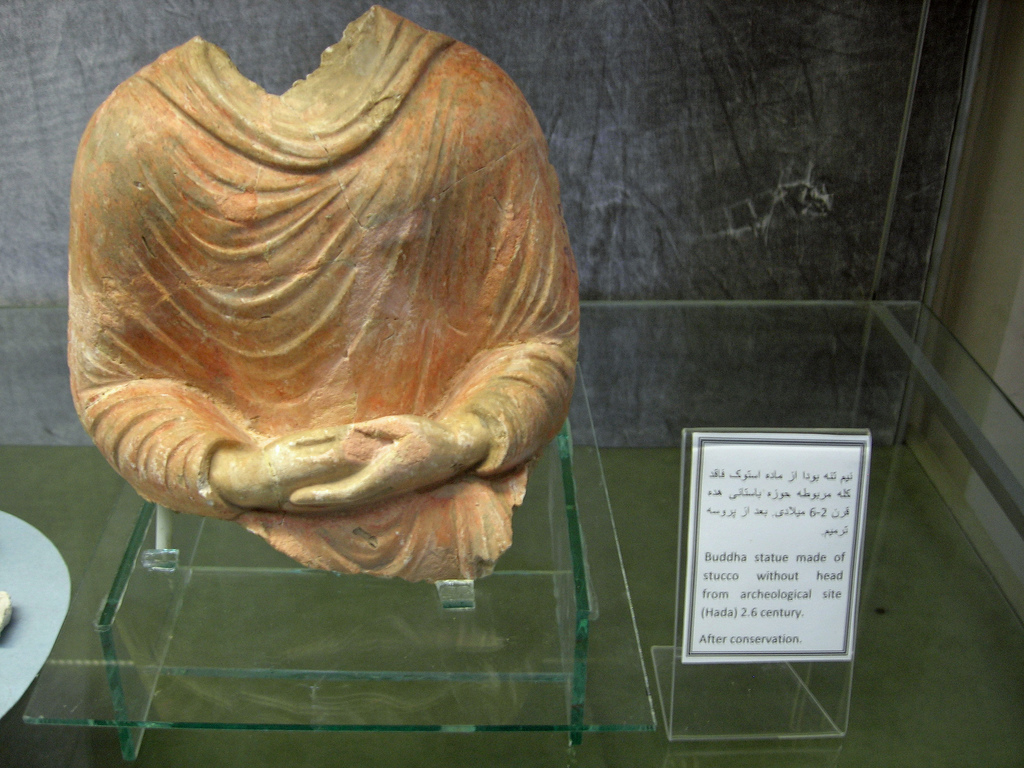
Estatua de Buda.

El museo ha sido el depositario de muchos de los hallazgos arqueológicos más espectaculares del país. Estos incluyen los frescos de Dilberjin, inscripciones, fragmentos de arquitectura, escultura, objetos metálicos y monedas rescatadas de excavaciones francesas en Ai-Khanoum y Surkh Kotal, la espectacular colección de objetos encontrados  Begram que incluyen marfiles de la India, espejos de China y cristalería del Imperio Romano, las cabezas de estuco de Hadda, escultura budista de Tepe Sardar, además de una gran colección de arte islámico de los períodos Ghazvanid y Timurid encontrados en Ghazni.

### Numismática
La colección numismática del museo nunca ha sido catalogada o publicada en su totalidad y permanece cerrada para estudiosos y público en general, conociéndose sólo parte de su colección que fueron recuperadas en contextos arqueológicos y publicadas por los excavadores originales. La Délégation Archéologique Française en Afganistán (DAFA), publicó unos hallazgos realizados en la ciudad de Surkh Kotal, así como algunas de las monedas encontradas en la excavación de Begram que también fueron publicadas. Una de las grandes joyas que albergó el museo, fue parte del tesoro Mir Zakat, un depósito muy inusual que contenía una 11.500 monedas del siglo IV a. C. al siglo III d. C., en parte, publicadas por DAFA.

### Colección itinerante
Después de 30 años ocultando los tesoros que escondía el museo para evitar saqueos, en 2003 se empezó a reconstruir el museo y a restaurar las piezas que se pudieron salvar del pillaje y la destrucción. A partir de 2007, se empezaron a catalogar en inglés para acercar la cultura afgana a todo el mundo, siendo el inicio de una colección itinerante compuesta por materiales extraídos en las excavaciones de Begram, Ai-Khanoum, Tepe Fullol, joyas de oro, así como varios tesoros del yacimiento de Tillya Tepe. La colección fue expuesta en el Museo Guimet de Francia, en varios museos de Estados Unidos, el Museo Canadiense de la Historia, el Museo de Bonn en Alemania y en el Museo Británico.